# Nyctibius maculosus
El nictibio andino (Nyctibius maculosus), también denominado biemparado andino y urutaú andino, es una especie de ave nictibiforme de la familia Nyctibiidae que vive en Sudamérica.

## Distribución y hábitat
Se encuentra en Bolivia, Colombia, Ecuador, Perú y Venezuela.
Su hábitat natural son las selvas húmedas tropicales montanas.